# Ressen-Zaue
Ressen-Zaue (in basso sorabo Rjasne-Cowje) è una frazione (Ortsteil) del comune tedesco di Schwielochsee.

## Storia
Nel 2003 il comune di Ressen-Zaue venne fuso con i comuni di Goyatz, Jessern, Lamsfeld-Groß Liebitz, Mochow e Speichrow, formando il nuovo comune di Schwielochsee.

## Geografia antropica
Alla frazione di Ressen-Zaue appartengono i centri abitati di Ressen (Rjasne) e di Zaue (Cowje).